# Quingentole
Quingentole ist eine norditalienische Gemeinde (comune) mit 1029 Einwohnern (Stand 31. Dezember 2023) in der Provinz Mantua in der Lombardei. Die Gemeinde liegt etwa 27 Kilometer südwestlich von Mantua. Hier fließt die Secchia in den Po.